# Крузалтенси
Крузалтенси (порт. Cruzaltense)  —  муниципалитет в Бразилии, входит в штат Риу-Гранди-ду-Сул. Составная часть мезорегиона Северо-запад штата Риу-Гранди-ду-Сул. Входит в экономико-статистический  микрорегион Эрешин. Население составляет 2482 человека на 2006 год. Занимает площадь 165,717 км². Плотность населения — 15,0 чел./км².

## Статистика
- Валовой внутренний продукт на 2003 составляет 32.042.436,00 реалов (данные: Бразильский институт географии и статистики).
- Валовой внутренний продукт на душу населения на 2003 составляет 12.750,67 реалов (данные: Бразильский институт географии и статистики).